# Ike Quebec
Ike Abrams Quebec (Newark, 17 agosto 1918 – New York City, 16 gennaio 1963) è stato un sassofonista statunitense.

## Biografia
Dopo prime esperienze come pianista e ballerino, esordì al sassofono nel 1940 con i Barons of Rhythm, in seguito fu ingaggiato da Frank Newton, dal trombettista Hot Lips Page poi dal trombonista Trummy Young, da Coleman Hawkins, Kenny Clarke, Benny Carter, Ella Fitzgerald. 
Negli anni compresi fra il 1944 ed il 1951 fece parte, saltuariamente, dell'orchestra di Cab Calloway, per poi eclissarsi per buona parte degli anni cinquanta per problemi dovuti alla tossicodipendenza. Ristabilitosi alla fine degli anni cinquanta, venne assunto dalla Blue Note come consigliere musicale e talent scout, realizzando dal 1959 al 1962 alcuni album a suo nome per la stessa Blue Note. Ricoverato verso la fine di novembre del 1962 per un tumore ormai in stato terminale, Quebec morì nel gennaio del 1963.

## Discografia
Come Leader
- 1962 – Heavy Soul (Blue Note Records, BLP 4093/BST 84093)
- 1962 – Bossa Nova Soul Samba (Blue Note Records, BLP 4114/BST 84114)
- 1963 – Blue & Sentimental (Blue Note Records, BLP 4098/BST 84098)
- 1964 – It Might As Well Be Spring (Blue Note Records, BLP 4105/BST 84105)
- 1980 – With a Song in My Heart (Blue Note Records, LT-1052)
- 1981 – Congo Lament (Blue Note Records, LT-1089)
- 1987 – Easy Living (Blue Note Records, BST 84103)
- 1987 – The Complete Blue Note 45 Sessions of Ike Quebec (Mosaic Records, MD2-121) Raccolta 2 CD
- 1992 – The Art of Ike Quebec (Blue Note Records, CDP 0777 7 99178 2 2) Raccolta
- 1995 – Down with It (Jazz Line Records, JLCD 61010) Raccolta
- 1997 – Ballads (Blue Note Records, 7243 8 56690 2 6) Raccolta
- 1997 – 1944-1946 (Classics Jazz Records, CLASSICS 957) Raccolta
- 1999 – Swing Hi-Swing Lo (Definitive Records, DRCD11135) Raccolta, pubblicato in UK
- 2000 – Strong Tenor of Mr. Quebec 1943/1946 (EPM Musique, 159602) Raccolta, pubblicato in Francia
- 2000 – From Hackensack to Englewood Cliffs (Blue Note Records, TOCJ-66083) Raccolta, pubblicato in Giappone
- 2000 – The Ike Quebec Collection (HMV Jazz, HMV 5304302) Raccolta, pubblicato in Europa
- 2004 – Proper Introduction to Ike Quebec: Blue Harlem (Proper Records, INTRO CD 2004) Raccolta, pubblicato in UK
- 2005 – The Complete Blue Note 45 Sessions (Blue Note Records, 0946 3 11441 2 7) Raccolta, 2 CD

### Singoli
- 1944 – Blue Harlem/Tiny's Exercise (Blue Note Records, 37) a nome Ike Quebec Quintet
- 1944 – She's Funny That Way/Indiana (Blue Note Records, 38) a nome Ike Quebec Quintet
- 1944 – Mad About You/Facin' the Face (Blue Note Records, 42) a nome Ike Quebec's Swingtet
- 1945 – Jim Dawgs/I.Q. Blues (Savoy Records, 570)
- 1945 – If I Had You/Hard Tack (Blue Note Records, 510) a nome Ike Quebec's Swingtet
- 1946 – Topsy/Cup-Mute Clayton (Blue Note Records, 515) a nome Ike Quebec's Swing Seven
- 1946 – Dolores/Sweethearts on Parade (Blue Note Records, 516) a nome Ike Quebec Quintet
- 1946 – Someone to Watch Over Me/Zig Billion (Blue Note Records, 538) a nome Ike Quebec's Swing Seven
- 1947 – Basically Blue/The Masquerade Is Over (Blue Note Records, 539) a nome Ike Quebec's Swing Seven
- 1948 – Blue Harlem (Part 1)/Blue Harlem (Part 2) (Blue Note Records, 544) a nome Ike Quebec Quintet
- 1952 – Whispering Winds/Kiss of Fire (Hi-Lo, 1406) a nome Ike Quebec with Kansas Fields Quartet
- 1959 – Dear John/Blue Monday (Blue Note Records, 1748)
- 1959 – The Buzzard Lope/Blue Friday (Blue Note Records, 1749)
- 1960 – I've Got the World on a String/What a Difference a Day Made (Blue Note Records, 1802)
- 1960 – If I Could Be with You/Me 'n Mabe (Blue Note Records, 1803)
- 1960 – Everything Happens to Me/Mardi-Gras (Blue Note Records, 1804)
- 1962 – Heavy Soul/The Man I Love (Blue Note Records, 1837)
- 1962 – Nature Boy/Brother Can You Spare a Dime (Blue Note Records, 1838)
- 1962 – Que's Dilemma/I Want a Little Girl (Blue Note Records, 1839)
- 1962 – Intermezzo/All of Me (Blue Note Records, 1840) maggio
- 1962 – All the Way/But Not for Me (Blue Note Records, 1841)
- 1962 – Loie/Lloro tu despedida (Blue Note Records, 1874)
- 1962 – Liebestraum/Shu Shu (Blue Note Records, 1875)
- 1963 – Blue Samba, Part 1/Blue Samba, Part 2 (Blue Note Records, 1876)

Come sideman
Con Jimmy Smith
- 1960 - Open House
- 1960 - Plain Talk

Con Grant Green
- 1962 - Born to Be Blue
- 1962 - The Latin Bit

Con Sonny Clark
- 1962 - Leapin' and Lopin'

Con Dodo Greene
- 1962 - My Hour of Need